# 2114 Wallenquist
2114 Wallenquist је астероид главног астероидног појаса. Приближан пречник астероида је 27,67 ,
а средња удаљеност астероида од Сунца износи 3,195 астрономских јединица (АЈ).
Инклинација (нагиб) орбите у односу на раван еклиптике је 0,558 степени, а орбитални период износи 2086,146 дана (5,711 година). Ексцентрицитет орбите астероида износи 0,146.
Апсолутна магнитуда астероида износи 11,10 а геометријски албедо 0,083.
Астероид је откривен 19. априла 1976. године.